# Milín
Milín település Csehországban, a Příbrami járásban. Milín Smolotely, Pečice, Tochovice, Třebsko, Lazsko, Vrančice, Háje, Příbram, Lešetice, Dolní Hbity, Jablonná, Radětice, Ostrov és Višňová településekkel határos. Lakosainak száma 2216 fő (2024. január 1.).

## Népesség
A település lakosságának változását az alábbi diagram mutatja:
| Lakosok száma | 2271 | 2176 | 1820 | 1308 | 2139 | 2044 | 2153 | 2165 | 2176 | 2216 |
|               | 1869 | 1890 | 1921 | 1950 | 1980 | 2001 | 2017 | 2019 | 2022 | 2024 |